# SecNumedu
SecNumedu est un label de formations initiales en cybersécurité de l'enseignement supérieur en France. Destiné aux employeurs et futurs professionnels, il répond aux critères définis par l'Agence nationale de la sécurité des systèmes d'information (ANSSI) en collaboration avec les acteurs et professionnels de la sécurité informatique.
Bien que mené par le même organisme et traitant du même sujet, SecNumedu ne doit pas être confondu avec CyberEdu.